# César Fernando Silvera
César Fernando Silvera Fontela (n. Montevideo, Uruguay; 7 de mayo de 1971) es un exfutbolista uruguayo, que jugó de mediocampista y militó en diversos clubes de Uruguay, Argentina, Chile, Paraguay, Brasil, España, Suiza, Israel y Polonia. Además, disputó 4 partidos con la selección uruguaya en 1991. Incluso estuvo en la pre-nomina del plantel, que participó en la Copa América 1991 realizada en Chile, pero no quedó en la lista final.

## Clubes
| Club               | País      | Año       |
| ------------------ | --------- | --------- |
| Peñarol            | Uruguay   | 1990-1991 |
| FC Lugano          | Suiza     | 1992-1993 |
| Ferro Carril Oeste | Argentina | 1994-1995 |
| Villarreal         | España    | 1996      |
| Olimpia            | Paraguay  | 1996-1997 |
| Unión Española     | Chile     | 1997      |
| Tacuary            | Paraguay  | 1998-1999 |
| Maccabi Herzliya   | Israel    | 2000-2003 |
| Brasil de Pelotas  | Brasil    | 2003-2004 |
| Pogoń Szczecin     | Polonia   | 2005      |
| Brasil de Pelotas  | Brasil    | 2006-2007 |